# Philippe Racz
Pas d'image ? Cliquez ici

a Compétitions nationales et continentales officielles uniquement.

Dernière mise à jour le 22 avril 2024.
Philippe Racz, né le 31 janvier 1965 à Pau (Pyrénées-Atlantiques) et mort le 6 avril 2021 dans la même ville, est un joueur français de rugby à XV évoluant au poste de pilier avec la Section paloise.  

## Biographie

### Jeunesse et formation
Philippe Racz naît le 31 janvier 1965 à Pau et grandit à Gelos. Il commence le rugby à XV à Mazères-Lezons, où il évolue aux côtés de ses grands amis Joël Rey, Lionel Péré-Escamps et Hervé Latorre. Il rejoint ensuite la Section paloise en 1979-1980, où il a poursuivi toute sa carrière sportive.

### Section paloise
Pilier droit, Philippe Racz participe à deux finales du championnat de France Groupe B avec la Section paloise. 
Malheureusement, ces finales se sont soldées par des défaites contre le Castres olympique en 1989 et le Stade montchaninois en 1990. Son engagement sur le terrain et son dévouement envers son équipe sont exemplaires, faisant de lui un pilier solide et respecté du rugby français.
A cette époque, le championnat de France est disputé par quatre-vingt clubs groupés initialement en seize poules de cinq. Les deux premiers de chaque poule (soit 32 clubs) forment alors le groupe A et se disputent le Bouclier de Brennus. Les autres forment alors le groupe B à ne pas confondre avec le championnat de France de rugby à XV de 2e division.

## Engagement associatif et éducatif
En parallèle de sa carrière sportive, Philippe Racz a embrassé une carrière dans l'Éducation nationale en tant qu'instituteur. Son amour pour le rugby et son désir de transmettre ses valeurs l'ont également amené à s'investir dans l'éducation des jeunes joueurs en tant qu'éducateur et responsable de l'école de rugby de la Section paloise.

## Vie privée
Philippe Racz est le père de Maxime Racz, qui a porté le maillot des espoirs de la Section paloise.